# Libor Švec (judista, 1981)
Libor Švec (* 1981) je český zápasník – judista. Připravuje se v Praze na Folimance v klubu USK Praha. V širším výběru české mužské reprezentace se pohyboval mezi lety 2005 až 2012 v polostřední a střední váze do 90 kg. Na nejvyšší mezinárodní úrovni se neprosazoval. K jeho největším úspěchům patří třetí místo na světovém poháru v exotické Apii v roce 2009. Je mistrem republiky z roku 2014. Česko reprezentuje pravidelně na veteránských mistrovstvích světa a Evropy.